# Auf dem Dümpel
Auf dem Dümpel ist einer von 22 Ortsteilen der Stadt Bergneustadt im Oberbergischen Kreis im Regierungsbezirk Köln in Nordrhein-Westfalen, Deutschland.

## Lage und Beschreibung
Der Ort liegt in Luftlinie rund sechs Kilometer nordöstlich von Bergneustadt auf dem gleichnamigen Höhenzug.

## Geschichte

### Erstnennung
1439 wurde der Ort das erste Mal urkundlich erwähnt. „Hennecke vor dem Dumpel“ ist Zeuge in einer Verkaufsurkunde.
Die Schreibweise der Erstnennung war vor dem Dumpel.

## Freizeit

### Vereine
- Luftsport Club Dümpel e.V:[2]
- St.-Josef Schützenbruderschaft Bleche 1924 e. V.
- Kolpingsfamilie Bleche

### Sport
Auf dem Dümpel befindet sich seit 1934 ein Sonderlandeplatz, auf dem hauptsächlich an Wochenenden Segelflug betrieben wird. Der Flugplatz mit seiner 600 m langen Graspiste ist auch zugelassen für Motorflugzeuge bis 1500 kg. Jedes Jahr findet dort auch ein beliebtes Flugplatzfest statt.